# كارمن لافوريت
كارمن لافوريت (بالإنجليزية: Carmen Laforet)‏، (6 سبتمبر 1921 برشلونة - 28 فبراير 2004 مدريد)، مؤلفة إسبانية، كتبت في فترة ما بعد الحرب الأهلية الإسبانية. تعد من المؤلفين الأوروبيين البارزين، تنتمي أعمالها إلى المدرسة الأدبية الوجودية. أول رواية لها كانت رواية لا شيء والتي تنتمي للأدب الأسباني الاصل (Tremendismo)، وهو الأسلوب الأدبي الذي بدأه كاميلو خوسيه ثيلا مع روايته عائلة باسكوال دوارتي (رواية). صاحبة سلسلة عن الحرب الأهلية الإسبانية. ومن أهم الكتاب الاوروبين تركز في كتاباتها على الوجودية
من أهم كتاباتها واولها لا شيء و عائلة باسكوال دوارتي  حازت على جائزة نادال عام 1944 في دورتها الأولى.

## السيرة الذاتية
كارمن لافوريت هي كاتية وروائية أسبانية ولدت في برشلونة عام 1921. قضت طفولتها وشبابها في جزر كنارية، في عام 1939، وعندها كانت في الثامنة عشر من العمر، التحقت بجامعة برشلونة لدراسة الفلسفة، وفي عام 1942 غادرت إلى مدريد والتحقت بجامعة كمبلوتنسي بمدريد لدراسة القانون. ولكنها ما لبثت حتى تركت دراستها عند بلوغها عامها الواحد والعشرين لتتزوج من الصحفي والناقد الادبي مانويل ثيريثاليس وانجبت منه 5 أطفال.
من أشهر اعمالها رواية لا شيء عام 1944، وهي رواية حاصلة على جائزة نادال، وتوصف فيها مرحلة ما بعد الحرب الاهلية وقد تناولت كارمن هذه المرحلة في روايتين أخرتين هما «الجزيرة والشياطين» و «ضربة شمس».

## من أعمالها
- لا شيء (Nada (1944
- الجزيرة والشياطيبن (1952)La isla y los demonios
- البيانو (El piano (1952
- الرحلة الممتعه (El viaje divertido (1954
- السيده الجديده (La mujer nueva (1955
- النداء (La llamada (1954
- الطفلة (La niña (1954
- ضربة شمس (La insolación (1963

## وفاتها
عانت كارمن لافوريت من الزهايمر وتوفت عام 2004 في مدريد.

## روابط خارجية
- كارمن لافوريت على موقع فايند أغريف
- 'Carmen LaForet's "Nada": A young woman's take on a sordid world', book review in New York Times, 2007.
- كارمن لافوازيه على الموسوعة البريطانية